# نور الدين دهام
 نور الدين دهام  (1977 الجزائر) هو لاعب كرة قدم جزائري.

## روابط خارجية
- نور الدين دهام على موقع قاعدة بيانات كرة القدم.إي يو (الإنجليزية)
- نور الدين دهام على موقع بيانات كرة القدم. دي إي (الألمانية)
- نور الدين دهام على موقع ناشيونال فوتبول تيمز (الإنجليزية)
- نور الدين دهام على موقع Soccerway.com (الإنجليزية)
- نور الدين دهام على موقع عالم كرة القدم.نت (الإنجليزية)